# Конвой №4723/4724
Конвой № 4723 (за іншими даними — 4724) — японський конвой часів Другої світової війни, проведення якого відбувалось у липні — серпні 1943-го.
Вихідним пунктом конвою був атол Трук у центральній частині Каролінських островів, де ще до війни створили потужну базу японського ВМФ, з якої до лютого 1944-го провадились операції в цілому ряді архіпелагів. Пунктом призначення став розташований у Токійській затоці порт Йокосука, що під час війни був обраний як базовий для логістики Труку.
До конвою, який рушив з Труку 24 липня 1943-го, увійшли транспорти «Чіхая-Мару» (Chihaya Maru) та «Окіцу-Мару» (Okitsu Maru), тоді як ескорт забезпечували есмінець «Югірі» та кайбокан (фрегат) «Окі».
27 липня 1943-го під час проходження поблизу Маріанських островів до загону приєднався транспорт «Кеншо-Мару», який прибув з Сайпану під охороною переобладнаного сітьового загороджувача «Шуко-Мару» (Shuko Maru) та переобладнаного мисливця за підводними човнами «Кьо-Мару № 8» (Kyo Maru No. 8).
Маршрут загону пролягав через традиційні райони активності ворожих субмарин, які зазвичай патрулювали на підходах до Труку, біля Маріанських островів, островів Огасавара та поблизу східного узбережжя Японського архіпелагу. Втім, цього разу проходження конвою пройшло без інцидентів і 1 серпня 1943-го він успішно досягнув Йокосуки.